# Girolamo Lazzaroni
Padre Girolamo Lazzaroni (Colere, 24 settembre 1914 – Dingcun, 19 novembre 1941) è stato un presbitero e missionario italiano.

## Biografia
Nato in una famiglia di modeste condizioni, dovette attendere il rientro del padre dall’Australia nel 1927, dove era emigrato come minatore, per poter entrare nel Seminario di Bergamo.  
Durante gli studi maturò la scelta di diventare missionario. Nel 1935 si trasferì a Genova nel seminario del Pontificio Istituto Missioni Estere (PIME) e successivamente in quello di Milano. 
Il 24 settembre del 1938 ricevette l’ordinazione sacerdotale nel duomo di Milano.
Nel 1939 venne assegnato alla missione di Hanzhong nella provincia dello Shaanxi in Cina.
Il 16 agosto 1939 salpò da Genova, ma a causa della guerra tra Cina e Giappone non raggiunse mai la sua meta. Dopo essere sbarcato a Shanghai, si fermò a Kaifeng dove apprese la lingua cinese.
Non potendosi recare ad Hanzhong dove era stato destinato, Girolamo rimase nel vicariato di Kaifeng, e venne assegnato alla missione di Dingcun, dove si dedicò all’evangelizzazione rivolgendosi principalmente a bambini e ragazzi. 
Il 19 novembre 1941 alcuni soldati lo gettarono, ancora vivo, in un pozzo dove morì martire all’età di 27 anni.
Con lui morirono anche il vicentino padre Bruno Zanella di Piovene, padre Mario Zanardi originario di Soncino e monsignor Antonio Barosi della comunità di Solarolo Rainerio. 
I corpi dei martiri vennero recuperati da alcuni missionari della Diocesi di Kaifeng e, a seguito delle persecuzioni verificate durante la rivoluzione maoista la missione di Dingcun venne distrutta. Sono conservati alcuni muri della missione ed il portico all'ingresso della missione. I corpi dei martiri furono nascosti da alcuni missionari e cristiani del luogo , fino a quando,  verso la fine degli anni novanta del secolo scorso, furono sepolti nella nuova Chiesa costruita dai cristiani di Zhoukou distante un centinaio di km dal luogo del martirio, con un pozzo di fianco all'altare. Vi fece visita un primo pellegrinaggio di coleresi e altri amici del PIME, con l'assistenza di P. Angelo Lazzarotto del PIME nel 2006.    Attualmente i resti mortali dei quattro martiri riposano in una cappella di fianco alla chiesa di Zhoukou . A Dingcun il PIME ha affittato un locale in un condominio come punto di preghiera dei pochi cattolici del circondario. Pellegrini provenienti dall'Italia vi fecero visita, con l'accompagnamento di P. Franco Mella del PIME nel settembre del 2011.
Al sacerdote bergamasco sono intitolati l'Oratorio parrocchiale ed una via nel suo paese natale; a lui è dedicata anche una via nel Municipio VI di Roma nel quartiere Ponte di Nona.